# Trichosporon niger
Trichosporon niger är en svampart som beskrevs av G.H. Green. Trichosporon niger ingår i släktet Trichosporon och familjen Trichosporonaceae.   Inga underarter finns listade i Catalogue of Life.